# Dateiverwaltung
Als Dateiverwaltung (auch Datei-Verwaltung; englisch file management) werden in der Informationstechnik unterschiedliche Vorgänge und Prozesse auf Computersystemen bezeichnet, die im weitesten Sinne die Verwaltung von Dateien beschreiben. Dabei kommt es im Detail auf die Sicht an, also auf die jeweilige Ebene, von der aus es betrachtet wird.

## Umfang
Zur Dateiverwaltung im Allgemeinen zählt jegliches Manipulieren von Dateien, u. a.
- das Erstellen,
- das Kopieren,
- das Benennen oder Umbenennen (der Dateiname),
- das Verschieben (der Pfad innerhalb einer hierarchischen Dateisystemstruktur, auch auf anderen Speichermedien),
- das Löschen,
- das Verändern von Metadaten (z. B. Dateiattribute),

meist innerhalb der Möglichkeiten eines Dateisystems.
Das Verschieben innerhalb eines Dateisystems ist schnell, da ähnlich wie beim Umbenennen lediglich der Dateipfad verändert wird, ohne den Dateiinhalt neu zu schreiben, während beim Verschieben zwischen Dateisystemen und Geräten der Inhalt kopiert wird, und die Quelldatei im Anschluss gelöscht wird.

## Betrachtungsebene

### Betriebssystem
Aus Sicht des Betriebssystems ist die Dateiverwaltung eine Ebene des E/A-Systems. Dabei werden Dateien als Objekte verstanden und einheitliche Strukturen geschaffen, um diese Objekte innerhalb des Betriebssystems, auch als Teil der Programmierschnittstelle (englisch Application Programming Interface, kurz API), zur Verfügung zu stellen. Der Dateizugriff und die -verwaltung stehen damit auf einer logischen Ebene, auch als virtuelles Dateisystem bezeichnet, sodass auf dem Betriebssystem laufende Programme auf die gleiche Weise darauf zugreifen können, ohne sich gegenseitig in die Quere zu kommen (Sperren von Dateien, englisch Locking). Für die Programme ist es letztlich auch egal, auf welchem physischen Speicherort die Daten einer Datei tatsächlich gespeichert sind, da diese geräteabhängige E/A-Funktion vom Betriebssystem erledigt wird. Das verwendete Dateisystem spielt dabei eine zentrale Rolle. Viele erweiterte Funktionen der Dateiverwaltung werden im verwendeten Dateisystem abgebildet, etwa das Vorhalten von Metadaten oder Sicherheitsfunktionen wie Journaling und das Verwalten von defekten Datenblöcken.

### Programmierung
Bei der Programmierung beschreibt der Begriff das Verwalten von Daten, wenn diese in Form von Dateien vorgehalten werden. Dabei sind zusätzliche Überlegungen wichtig, da die Daten strukturiert abgespeichert werden müssen, damit sie zu einem späteren Zeitpunkt auch wieder eingelesen und weiter verwendet werden können. Ein Anwendungsprogrammierer muss sich daher auch über die Struktur der Datenspeicherung Gedanken machen, von der Anzahl notwendiger Dateien, den verwendeten Dateinamen bis hin zur Datenstruktur innerhalb der Dateien (Dateiformat).
Die meisten Programmiersprachen bieten spezielle Funktionen zum Verwalten von Dateien an.
Die Sicherheitskopie ist eine Form der (automatischen) Sicherung (englisch Backup) einer Datei, die nicht vom Betriebssystem, sondern vom Anwendungsprogramm durchgeführt wird.

### Benutzer
Für den Benutzer eines Computers bezeichnet die Dateiverwaltung im Allgemeinen die Tätigkeit, mit Dateien zu arbeiten. Meist verwendet man dafür Dateimanager (englisch to manage, führen, bewerkstelligen, jedoch englisch management u. a. die Verwaltung, wie in file management als Dateiverwaltung). Aber auch auf der Kommandozeile, wie etwa auf einem Terminal, kann man von Dateiverwaltung sprechen, wenn mit Kommandos Dateien umbenannt, verschoben, kopiert, gelöscht oder anderweitig verändert werden. Auch das Ändern von Metadaten, z. B. die Erstellungszeit einer Datei, zählt ebenso dazu wie das Anfertigen von Sicherungskopien.